# Saint-Vallier, Saône-et-Loire
Saint-Vallier är en kommun i departementet Saône-et-Loire i regionen Bourgogne-Franche-Comté i östra Frankrike. Kommunen ligger i kantonen Montceau-les-Mines-Sud som tillhör arrondissementet Chalon-sur-Saône. År 2022 hade Saint-Vallier 8 508 invånare.

## Befolkningsutveckling
Antalet invånare i kommunen Saint-Vallier
| Referens: INSEE |